# 샌디에이고 코스터
샌디에이고 코스터(영어: San Diego Coaster)는 미국 캘리포니아주 남부 지역에서 트랜싯 아메리카 서비스에 의해 운행되는 통근 열차 시스템이다. 1개의 운행 경로와 8개 역으로 구성되어 있다.

## 개요
이 열차는 노스카운티 트랜짓 디스트릭트(영어: North County Transit District (NCTD)가 운행하고 있는 철도 노선으로 1994년에 애치슨 토피카 앤드 산타페 철도(영어: Atchison, Topeka and Santa Fe Railway)에서 100km의 선로를 인수해 1995년 2월 27일에 운행을 시작했다.

## 운행 노선
- 2015년 12월 기준으로 샌디에이고 코스터는 다음과 같은 노선을 운행하고 있다.[3]

| 1 지역                              |                                                                                          |
| 오션사이드 트랜짓 센터              | 퍼시픽 서프라이너 스프린터 메트로링크 (오랜지 카운티 선, 인랜드 엠페러 오랜지 카운티 선) |
| 칼스배드 빌리지                     | 퍼시픽 서프라이너 (한정 서비스)                                                          |
| 칼스배드 포인세티아                 | 퍼시픽 서프라이너 (한정 서비스)                                                          |
| 엔시니타스                          | 퍼시픽 서프라이너 (한정 서비스)                                                          |
| 솔라나 비치                         | 퍼시픽 서프라이너                                                                        |
| 2 지역                              |                                                                                          |
| 소랜토 벨리                         | 퍼시픽 서프라이너 (한정 서비스)                                                          |
| 3 지역                              |                                                                                          |
| 올드타운 샌디에이고                 | 퍼시픽 서프라이너 (한정 서비스) 샌디에이고 트롤리 (초록 선)                              |
| 산타페 디포트 (다운타운 샌디에이고) | 퍼시픽 서프라이너 샌디에이고 트롤리 (초록 선, 오렌지 선, 파란 선)                        |

## 사진

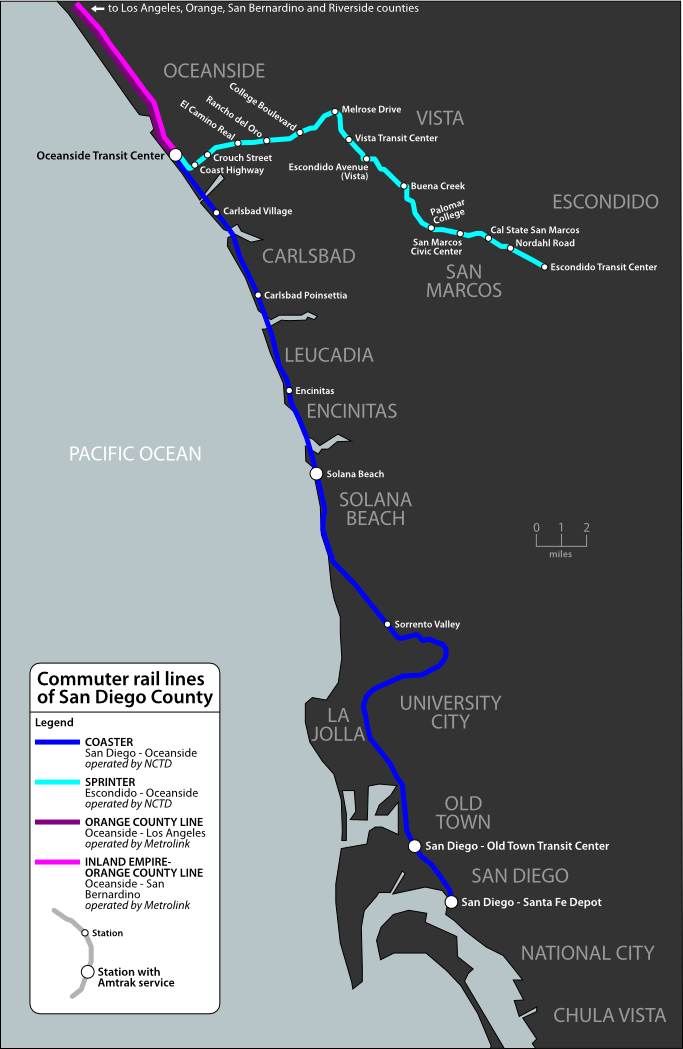
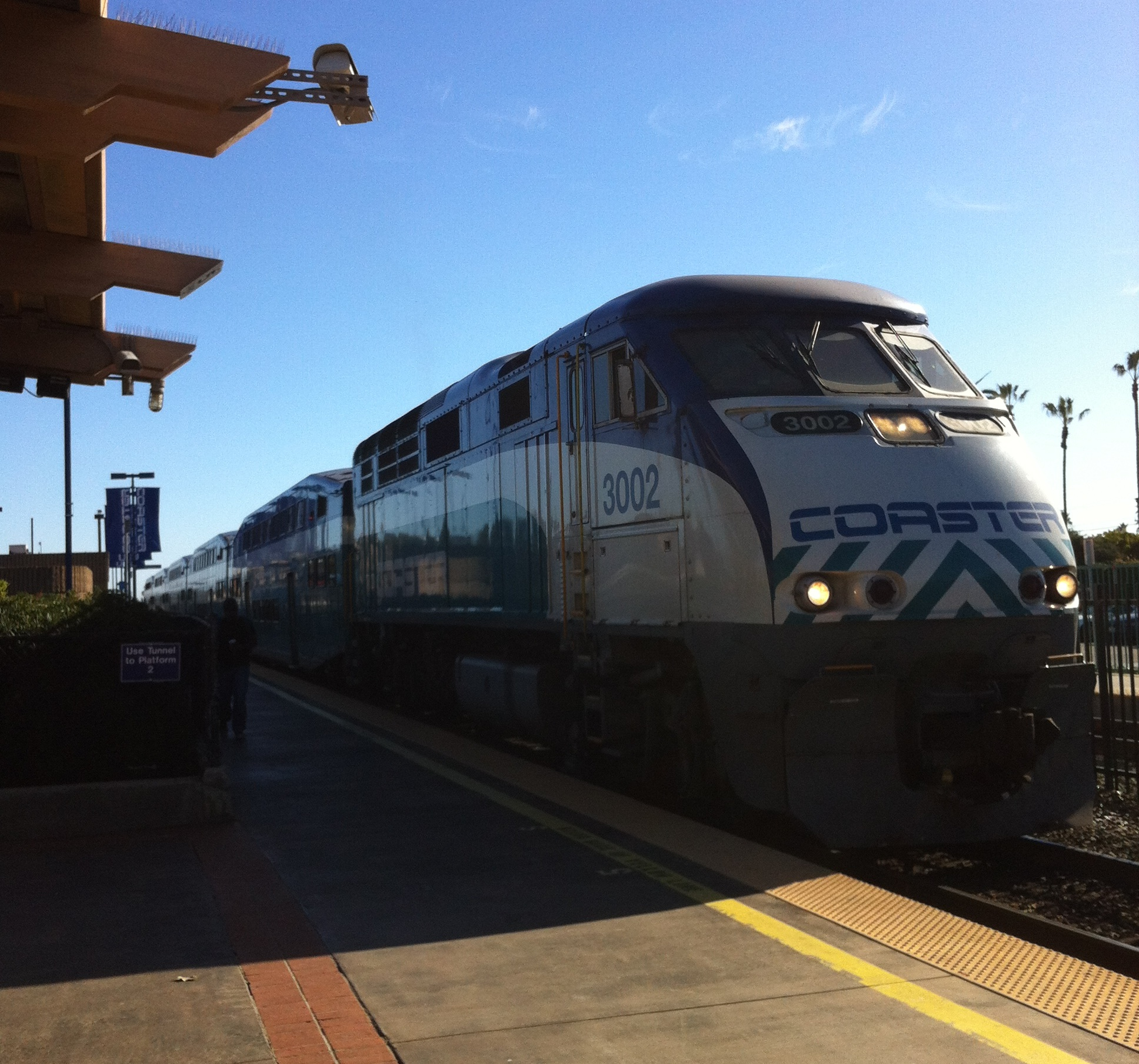
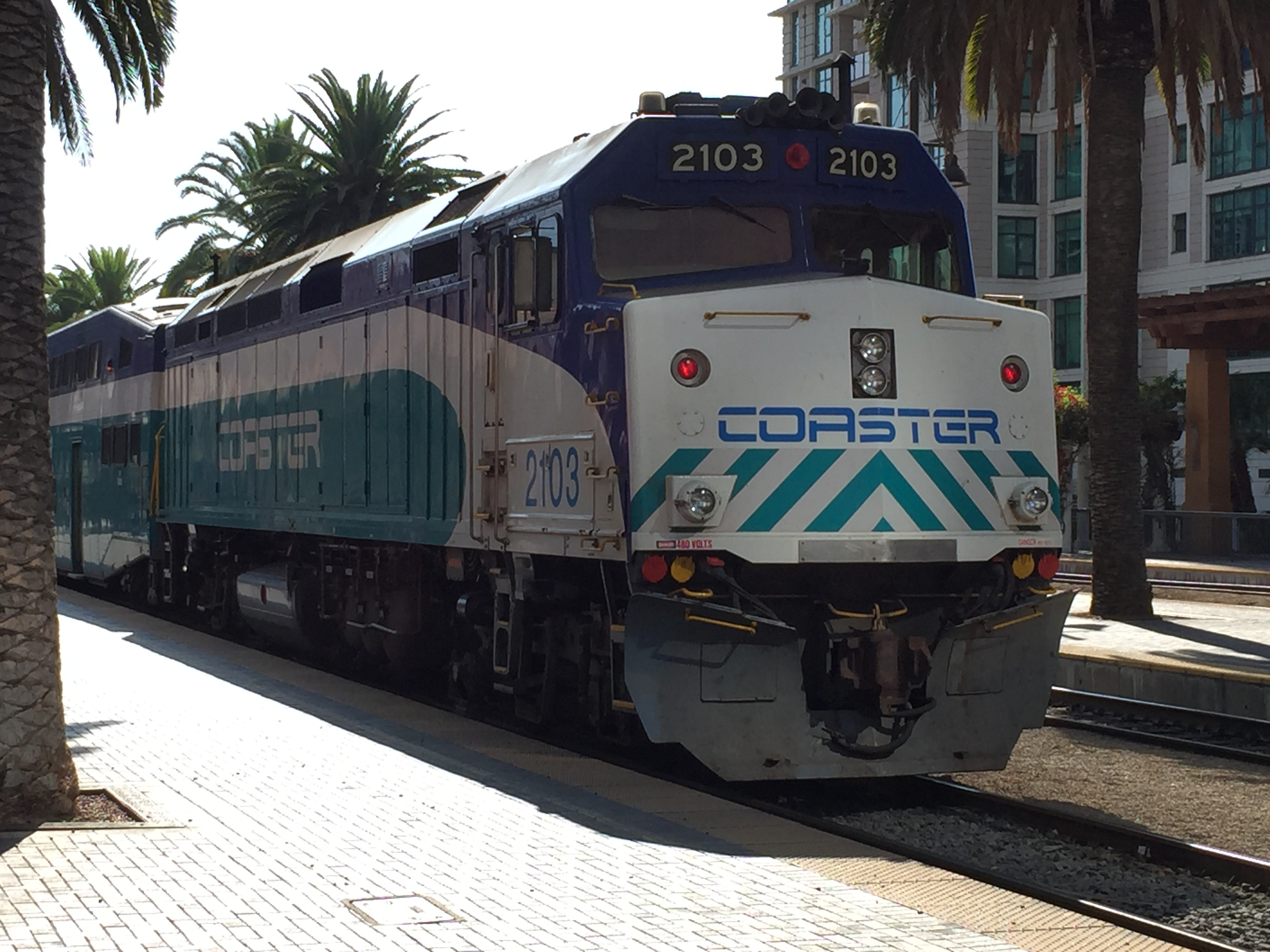
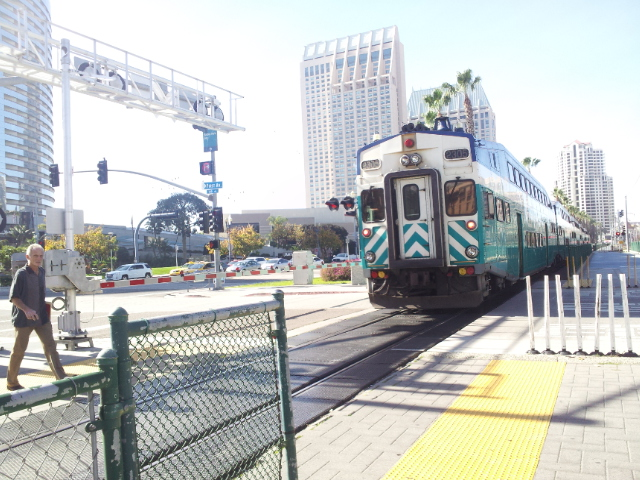
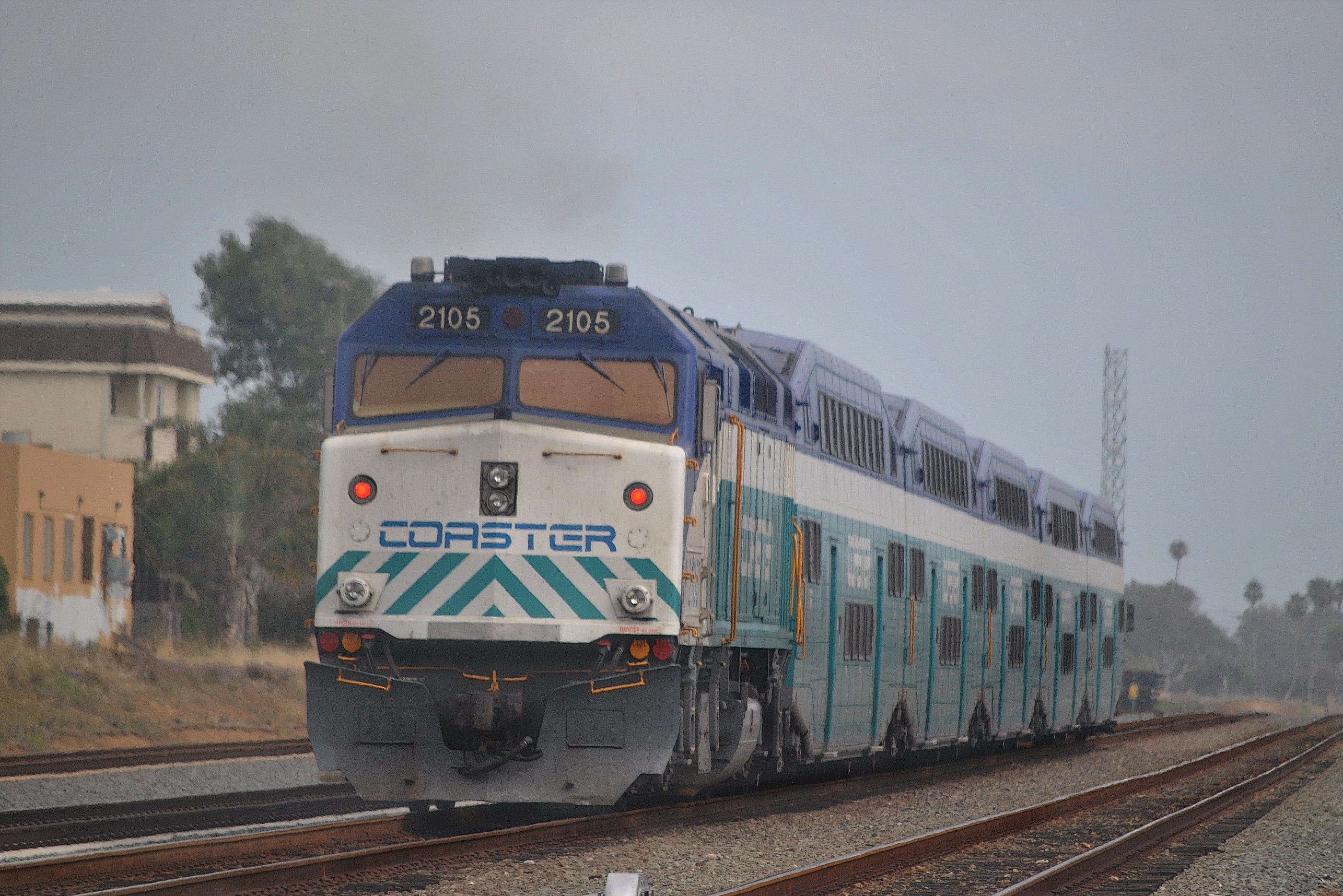

## 보유 차량
| 제조          | 유형        | 도입   | 번호        |
| ------------- | ----------- | ------ | ----------- |
| 모리슨 크누센 | F40PHM-2C   | 1994년 | 2101 ~ 2105 |
| EMD           | F59PHI      | 2001년 | 3001 ~ 3002 |
| 봄바디어      | 비레벨 코치 | 1994년 | 2201 ~ 2208 |
| 봄바디어      | 비레벨 코치 | 1997년 | 2401 ~ 2406 |
| 봄바디어      | 비레벨 코치 | 2003년 | 2501 ~ 2504 |
| 봄바디어      | 비레벨 캡카 | 1994년 | 2301 ~ 2308 |
| 봄바디어      | 비레벨 캡카 | 2003년 | 2309 ~ 2310 |